# 蒙顶山镇
蒙顶山镇，是中华人民共和国四川省雅安市名山区下辖的一个乡镇级行政单位。2019年12月，将原城东乡徐沟村、官田村和原蒙阳镇德福社区、河坪村、关口村、箭竹村及原建山乡见阳村、止观村所属行政区域划归蒙顶山镇管辖。

## 行政区划
蒙顶山镇下辖以下地区：
名雅村、蒙山村、金花村、卫干村、槐树村、梨花村、水碾村、大弓村、槐溪村和名凤村。
2019年12月调整后，蒙顶山镇辖德福社区、徐沟村、官田村、河坪村、关口村、箭竹村、见阳村、止观村、金花村、槐溪村、蒙山村、名雅村、水碾村、梨花村所属行政区域。